# Andvari

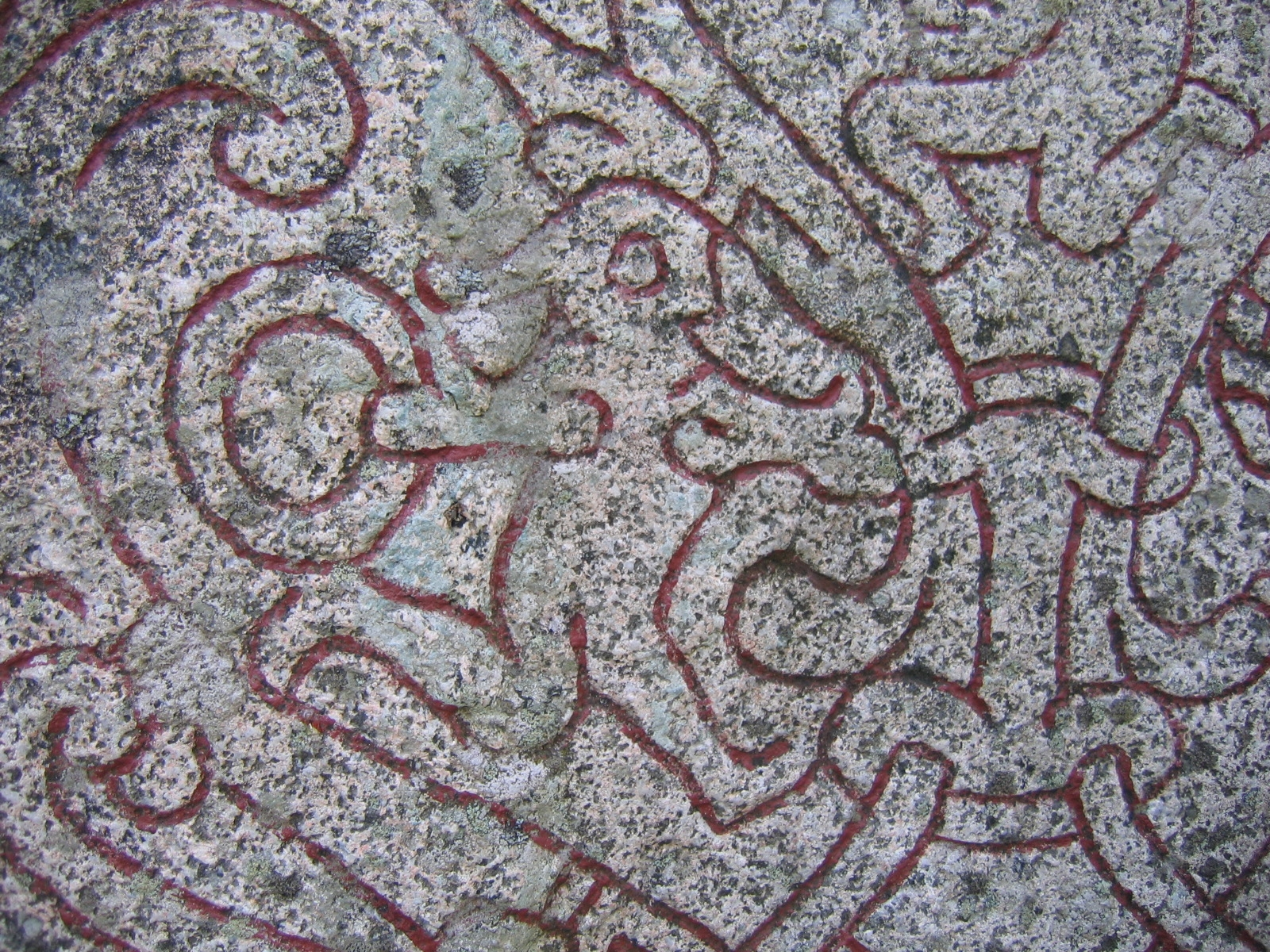
Andvari

Na mitologia nórdica, Andvari (nórdico antigo: o cauteloso) era um anão que vivia sob uma cascata e tinha o poder de se transformar em um salmão. Possuía um  anel mágico, Andvarinaut, que tinha a faculdade de atrair outros metais preciosos e ajudava seu dono a encontrar mais ouro.
O anão Alberich, líder dos Nibelungos e guardião do "tesouro do Reno" na ópera Der Ring des Nibelungen, de Richard Wagner, foi criado com base tanto em Andvari como no feiticeiro Alberich do Das Nibelungenlied.

## A lenda de Andvarinaut
Quando Odin, Loki e Thor caminhavam por Midgard, Loki, devido a sua maldade, mata uma lontra que nadava no rio e pega sua pele. Mais tarde eles descobrem que se tratava de Otaro, irmão de Fafnir e filho do rei dos anões, Hreidmar. Hreidmar exige a morte de Loki pelo assassinato de seu filho. Odin, para salvar Loki, faz um acordo com Hreidmar no qual eles pagariam uma peça de ouro por cada fio de cabelo da pele de Otaro. Hreidmar aceita e fica com Odin e Thor como reféns até que Loki cumpra o acordo.
O único tesouro que possuía todo esse ouro pertencia a Andvari. Usando uma rede fornecida por Ran, Loki captura Andvari na sua forma de salmão e exige o seu tesouro e Andvarinaut em troca da sua liberdade. Andvari é obrigado a dar a Loki o seu tesouro, mas amaldiçoa o anel de modo a que destruísse qualquer ser que o usasse. Sábio, Loki não toca no anel e oferece-o a Hreidmar junto com o resto do tesouro, desencadeando uma série de eventos trágicos.
Depois da morte de Siegfried e Brunilda, Gunnar esconde o tesouro numa caverna para protege-lo de seus inimigos. Anos mais tarde, Andvari descobre a caverna e recupera o seu tesouro, mas Andvarinaut estava perdido para sempre.